# 알레산드라 네그리니
알레산드라 네그리니(Alessandra Negrini, 1970년 8월 29일 ~ )는 브라질의 배우이다.